# نیگلی
نیگلی (به انگلیسی: Neagley) یک مجموعه تلویزیونی آمریکایی در حال ساخت که بر اساس شخصیتی ساخته شده توسط لی چایلد ساخته شده است. این یک سریال اسپین آف از مجموعه تلویزیونی ریچر محسوب می‌شود، ماریا استن در نقش فرانسیس نیگلی و آلن ریچسون در نقش جک ریچر بازی می‌کند.

## خلاصه داستان
نیگلی به دنبال یک تصادف مشکوک که در آن یک دوست قدیمی را می‌کشد و می‌خواهد حقیقت را کشف کند.

## ساخت
فیلمبرداری در ۱۸ فوریه ۲۰۲۵ در تورنتو آغاز شد و برنامه‌ریزی سریال تا ژوئن ۲۰۲۵ ادامه خواهد داشت.